# Jezioro Krasne
Jezioro Krasne este o arie protejată (sit de importanță comunitară — SCI) din Polonia întinsă pe o suprafață de 98,01 ha, integral pe uscat.

## Localizare
Centrul sitului Jezioro Krasne este situat la coordonatele 53°52′12″N 17°16′56″E / 53.8701°N 17.2823°E.

## Înființare
Situl Jezioro Krasne a fost declarat sit de importanță comunitară în septembrie 2006 pentru a proteja 1 specie de plante.

## Biodiversitate
Situată în ecoregiunea continentală, aria protejată conține 4 habitate naturale: Ape oligotrofe din câmpii nisipoase, cu un conținut foarte redus de minerale (Littorelletalia uniflorae), Mlaștini turboase de tranziție și turbării mișcătoare, Depresiuni pe substraturi de turbă de Rhynchosporion, Mlaștini împădurite.
La baza desemnării sitului se află o specie protejată de  plante: Luronium natans.